# Parafia Matki Bożej Nieustającej Pomocy w Sopotni Wielkiej
Parafia Matki Bożej Nieustającej Pomocy w Sopotni Wielkiej – parafia rzymskokatolicka znajdująca się w Sopotni Wielkiej. Należy do dekanatu Jeleśnia diecezji bielsko-żywieckiej. Pierwszym proboszczem i budowniczym kościoła był ks. kan. Stanisław Ulman, R.M. (1945–2013).